# Tigrowaja-Balka-Naturreservat
Das Tigrowaja-Balka-Naturreservat liegt in Tadschikistan am Ufer des Wachsch-Flusses an der Grenze zu Afghanistan. Es erstreckt sich über 40 km Länge vom Südwesten nach Nordosten.
Die höchsten Erhebungen des Reservats erreichen etwa 1.200 m über dem Meeresspiegel. Das Klima ist kontinental und trocken. Zu den verschiedenen Lebensräumen zählen Halbwüsten, savannenähnliche Grasgebiete mit Pistazienbäumen und in der Flussniederung üppige Tugai-Vegetation aus Pappeln, Ölweiden und hohen Gräsern.
Das Gebiet war eines der letzten Refugien des ausgestorbenen Kaspischen Tigers, dessen Spuren im Jahr 1953 zum letzten Mal im Reservat nachgewiesen werden konnten. Heute beherbergt es zumindest noch dessen Hauptbeutetier, den Bucharahirsch (nach unterschiedlichen Einschätzungen 130 bis 270 Exemplare, Stand 2011). Daneben kommen auch Streifenhyänen, Schakale, Rohrkatzen, Wildschweine, Kropfgazellen, Stachelschweine und die eingeführten Nutrias vor. Auch Wölfe, Rotfüchse, sowie in den hügeligen Bereichen Urials zählen zu den Säugetierarten des Reservats.
Seit 2023 gehören die Tugaiwälder des Naturreservats zum UNESCO-Weltnaturerbe.